# Vidin (region)
Vidin är en region (oblast) med 86 927 invånare (2017) belägen i nordvästra Bulgarien. Den administrativa huvudorten är Vidin.  

## Administrativ indelning
Regionen är indelad i elva kommuner (obsjtina): Belogradtjik, Bojnitsa, Bregovo, Dimovo, Gramada, Kula, Makresj, Novo selo, Ruzjintsi, Tjuprene och Vidin.

## Kartor

Regionkarta
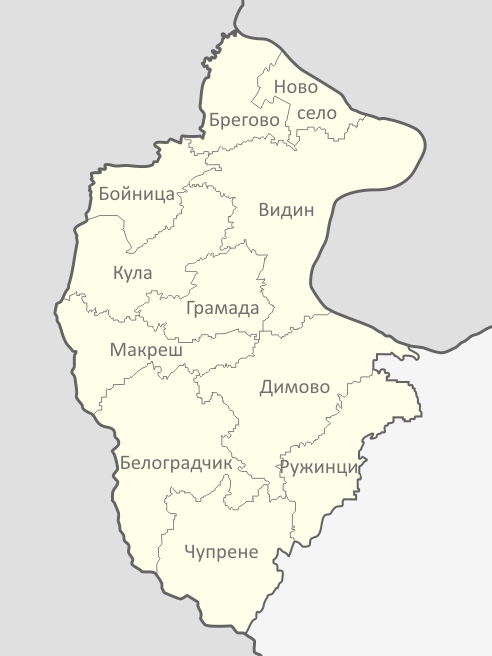
Kommuner i regionen